# 阿巴沙市鎮

42°12′N 42°13′E / 42.200°N 42.217°E
阿巴沙市鎮，是格魯吉亚西部拉恰-列其呼米和下斯瓦内蒂大区的市镇，行政中心为阿巴沙。市镇面積为322.5平方公里，2014年人口数量为22,341人，人口密度每平方公里69.3人。